# Nicolas Sanson
Nicolas Sanson (1600-1667) fou un cartògraf francès, erradament considerat per alguns el creador de la geografia francesa. Nasqué en una antiga família de la Picardia d'origen escocès, a Abbeville, el 20 (o 31) de desembre de 1600, i estudià al col·legi dels jesuïtes d'Amiens.
El 1627 va cridar l'atenció de Richelieu per un mapa de la Gàl·lia que havia dissenyat (o si més no començat) quan només tenia divuit anys. Donà lliçons de geografia tant a Lluís XIII de França com a Lluís XIV de França; i es diu que quan Lluís XIII anà a Abbeville, s'estimà més ser el convidat de Sanson (llavors contractat en les fortificacions), que ocupar els allotjaments preparats per la ciutat. Després d'aquella visita, el rei nomenà Sanson conseller d'estat.
El 1647 Sanson acusà el jesuïta Philippe Labbe d'haver-li plagiat el Pharus Galliae Antiquae; el 1648 perdé el seu fill major Nicolas, mort durant la guerra de la Fronda. Entre els seus amics durant els anys porteriors hi hagué Lluís de Borbó-Condé. Morí a París el 7 de juliol 1667. Dos fills seus més joves, Adrien (+1708) i Guillaume (+1703), el succeïren com a geògrafs reials. Més endavant, la saga familiar va continuar amb el seu net i besnet, els també catògrafs i geògrafs, Gilles Robert de Vaugondy i Didier Robert de Vaugondy.
Segons Pol Sureda, els mapes de Sanson on apareix la Corona d'Aragó o Catalunya mostren la importància de la cartografia francesa en la representació dels Països Catalans entre la segona meitat del s. XVII i el començament del s. XIX, relacionada amb els projectes expansionistes francesos i les guerres que provocaren.
Les obres principals de Sanson són: 
- Galilee antiquae descriptio geographica (1627);
- Graeciae antiquae descriptio (1636);
- L'Empire romain (1637);
- Britannia, ou recherches de l'antiquité d'Abbeville (1638);
- La France (1644);
- Tables mthodiques pour les divisions des Gaules (1644);
- L'Angleterre, l'Espagne, l'Italie et l'Allemagne (1644);
- Le Cours du Rhin (1646);
- In Pharum Galliae antiquae Philippi L'abbe disquisitiones (1647-1648);
- Remarques sur la carte de l'ancienne Gaule de Cesar (1651);
- L'Asie (1652);
- Index geographicus (1653);
- Les Estats de la Couronne d'Arragon en Espagne (1653);
- Geographia sacra (1653);
- L'Afrique (1656); i
- Cartes générales de toutes les parties du monde (1658).

El 1692, Hubert Jaillot reuní els mapes de Sanson en un Atlas nouveau. Vegeu també les edicions del segle xviii d'algunes obres de Sanson en Delamarche sota els títols d'Atlas de géographie ancienne i Atlas britannique; i el Catalogue des cartes et livres de géographie de Sanson (1702).